# Merijn Tinga

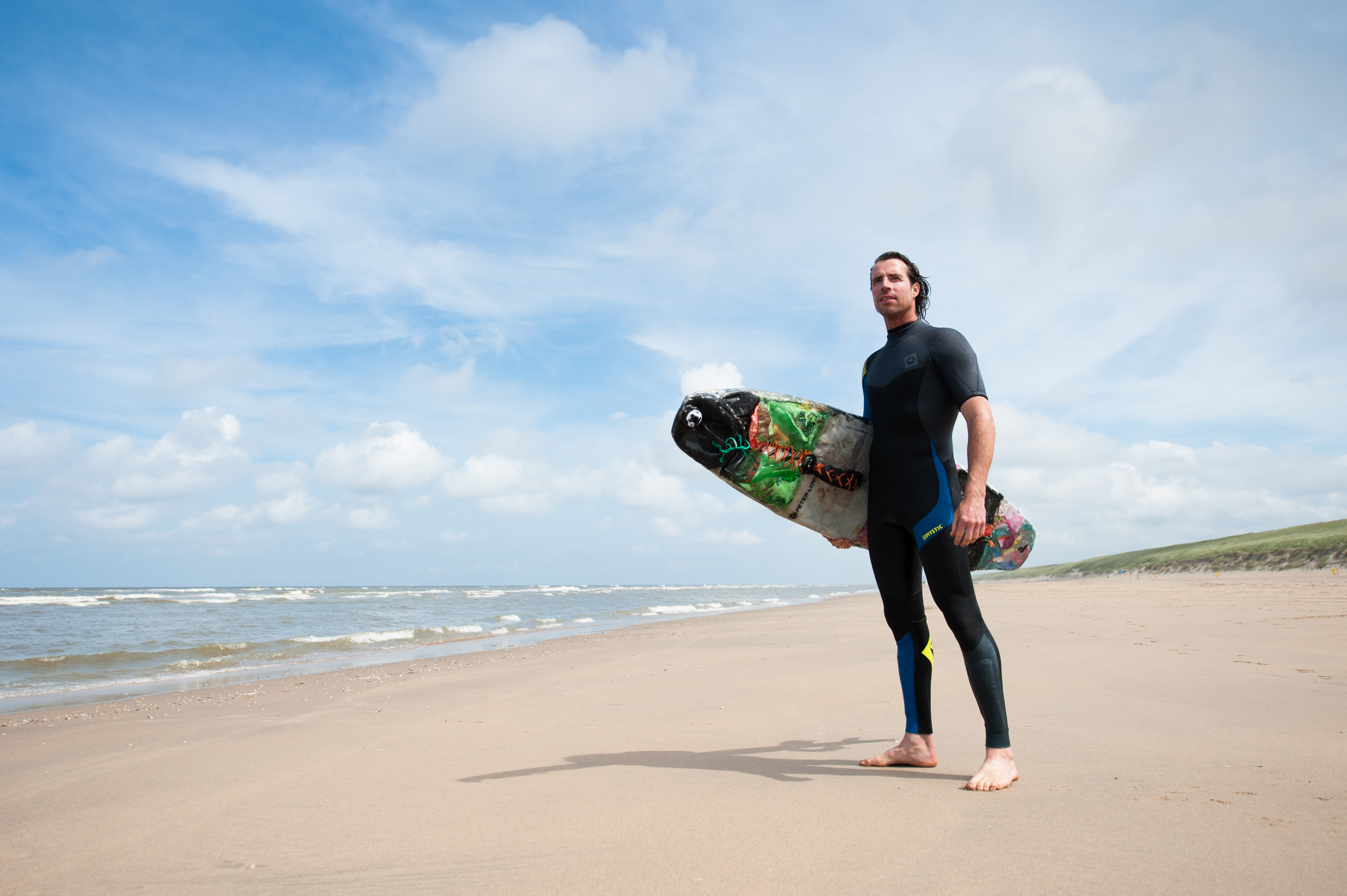
Merijn Tinga in 2014 (foto: Eelkje Colmjon)

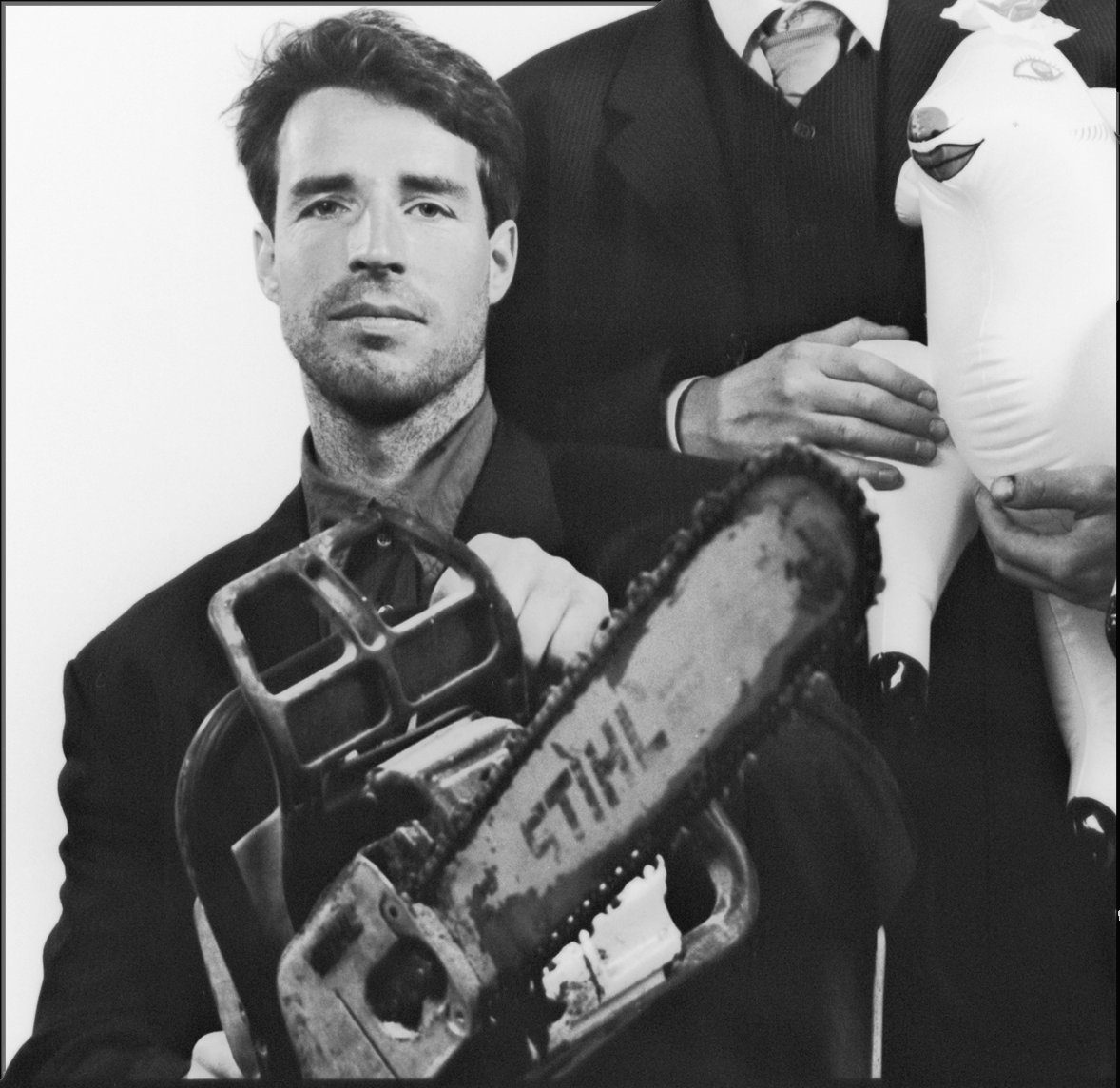
Merijn Tinga in 2011

Merijn Tinga (Leeuwarden, 1972) is een Nederlands bioloog, beeldend kunstenaar, kitesurfer en activist. Als Plastic Soup Surfer onderneemt hij acties om aandacht te vragen voor de problemen die veroorzaakt worden door zwerfvuil. Hij voerde van 2016 tot 2020 met verschillende surf- en sup-expedities campagne voor de invoering van statiegeld op kleine plastic flesjes en blikjes. Ook liet hij een deurwaarder een desbewustheidsexploot uitbrengen waarmee hij zwerfvuil veroorzakende bedrijven te spreken kreeg.

## Biografie

### Kunstenaar
Tinga ging naar het Zernike College in Groningen en studeerde biologie aan de Rijksuniversiteit Leiden (voltooid in 1996). Daarop werd hij biologiedocent. Tijdens een fietsreis naar Marokko en terug, met een kitesurfboard achter zijn fiets, besloot hij deze vaste baan in 2001 op te geven en kunstenaar te worden. Hij werd bekend door samen met Joost Haasnoot als het kunstcollectief KUT (Kunst Uitschot Team) illegaal grote houten sculpturen te plaatsen in de regio Leiden. Na het opheffen van het kunstcollectief in 2010 betrok Tinga zijn eigen atelier in Leiden.

### Plastic Soup Surfer
Tinga is vooral bekend geworden als The Plastic Soup Surfer. Zijn missie is een halt toe te roepen aan de toenemende plasticvervuiling. Hij gebruikt de surfplank als het middel om de boodschap over te brengen: zijn verschillende langeafstandsexpedities op surfplanken van plastic zwerfvuil zijn voor hem een bruikbaar statement.
Daarnaast schreef Tinga ruim 200 wekelijkse columns voor het Leidsch Dagblad, is hij jurylid voor de Duurzame 100 in Trouw en voorzitter van de Stichting Plastic Free Sea, de juridische entiteit achter de Plastic Soup Surfer. De stichting heeft geen betaalde medewerkers en is afhankelijk van vrijwilligers en donaties voor haar werk.

#### Eerste expedities
Als verwoed kitesurfer ergerde Tinga zich steeds meer aan het plastic afval dat hij in zee ziet drijven. Hij besloot kunst en activisme te combineren: hij noemde zich The Plastic Soup Surfer, vervaardigde in zijn atelier een surfboard van plastic afval en kitesurfte 350 km langs de Nederlandse en Belgische kust om aandacht te vragen voor het zwerfafval op zee, de zogenaamde plasticsoep.
In de zomer van 2015 voer hij vijf maanden met zijn zeilboot langs de kust van Scandinavië waarbij hij onderweg jacht maakte op plastic afval. Tijdens deze tocht kwam Tinga tot de conclusie dat het probleem van de plastic soep alleen kan worden opgelost door een vermindering van producten die als plastic zwerfafval in het milieu belanden. Hij besloot zich te richten op de bronnen van plastic vervuiling.

### Campagnes voor invoering statiegeld plastic flesjes
In de periode 2016-2020 voerde Tinga als Plastic Soup Surfer met verschillende expedities, een Tweede Kamer motie en juridische middelen campagne om te komen tot statiegeld op kleine plastic flesjes en blikjes.

#### Noordzee oversteek en Petitiemotie
Op 2 september 2016 surfte hij van Scheveningen over de Noordzee naar Lowestoft, Engeland op een kitesurfboard met foil (draagvleugel), gemaakt van plastic zwerfafval flesjes, in een poging hiermee in het Guiness Book of Records te komen (eerste Noordzee crossing met kite-foil). Met die tocht vroeg hij aandacht voor een petitie tot een verbod op statiegeldloze plastic wegwerpflesjes. De oversteek lukte, maar vanwege een plotselinge, tijdelijk windstilte voor de kust van Engeland, lukte de recordpoging net niet. Mede door alle aandacht voor de recordpoging, verzamelde Tinga 57.000 handtekeningen voor de petitie. Deze petitie werd op 14 februari 2017 aangeboden in de Tweede Kamer, voorafgaand aan het 'algemeen overleg Circulaire Economie' waarin ook statiegeld werd behandeld. Bij het aanbieden van de 57 duizend handtekeningen liet de Plastic Soup Surfer de aanwezige Tweede Kamerleden ook een door hemzelf opgestelde motie ondertekenen. De motie riep op tot '90% minder plastic zwerfflesjes binnen drie jaar'. Doordat het woord statiegeld niet in de motie voorkwam, konden ook tegenstanders als CDA en VVD de motie ondertekenen. De motie werd twee dagen later in het algemeen overleg door Staatssecretaris Sharon Dijksma zonder stemming overgenomen door het kabinet.
Eelke Dekker maakte over deze Noordzee oversteek de documentaire Message on a bottle.
Deze 'Plastic Soup Surfer petitiemotie' werd een jaar later door Staatssecretaris Stientje van Veldhoven gebruikt voor het 'tweesporenbeleid' volgens welke statiegeld wordt ingevoerd tenzij het bedrijfsleven op een andere manier een reductie van 70% zwerfflesjes weet te bewerkstelligen.

#### Rijn sup tour 'Van bron naar monding'
De volgende expeditie in 2017 was een suptocht over de Rijn, van bron naar monding, op een door de TU Delft gemaakt Stand Up Paddle board gemaakt van zwerfflesjes. Als Plastic Soup Surfer legt Tinga de tocht van ruim 1000 km in 28 dagen af. Deze campagne had ten doel directeuren van bedrijven te spreken te krijgen die in Nederland uitbreiding van statiegeld tegenhielden. Tijdens de tocht verzamelde hij het afval dat hij in de Rijn of op de oevers als afval aantrof.

#### Deurwaarder en desbewustheidsexploot
Om de producenten en verkopende winkelketens voor het afval verantwoordelijk te kunnen stellen en tot oplossingen te bewegen, ontwikkelde Tinga met een team van advocaten een nieuwe strategie: het inzetten van een deurwaarder met een desbewustheidsexploot. Dit juridische middel is een bewustwordingsverklaring waarmee bedrijven formeel schriftelijk op de hoogte worden gesteld van de vervuiling, de gevaren en gevolgen van zwerfafval afkomstig van hun producten of verpakkingen. Een bedrijf kan vanaf dat moment niet beweren hiervan onwetend te zijn.
Na afloop van de suptocht over de Rijn ging Tinga daarmee naar de directeuren van bedrijven die producten produceerden of verkochten die hij als plastic zwerfafval had verzameld. Zo kwam hij aan tafel bij de directeuren van supermarktketens (Albert Heijn, Jumbo, ALDI, LIDL, SuperUnie) en frisdrankfabrikanten (Coca Cola, Heineken, Vrumona, Spadel en Pepsico).
Eelke Dekker maakte over deze Rijn expeditie de documentaire “From Source to Sea” (2018) Deze werd onder andere uitgezonden door National Geographic.

#### PickUp10
In het voorjaar van 2018 ontwikkelde de Plastic Soup Surfer in samenwerking met Google, online ontwerpbureaus 'Hike One' en 'de Voorhoede' de eerste webapp die fotoherkenning gebruikt voor zwerfafval, genaamd PickUp10.

#### Eerste 3D geprinte surfboard van plastic afval
In de zomer van 2018 bouwde de Plastic Soup Surfer in samenwerking met 3D-printbedrijf 10-XL het eerste geprinte windsurfboard. Dit foil-windsurfboard werd gebruikt in de windsurfexpeditie van Le Havre (Frankrijk) naar Scheveningen in de zomer van 2018. De finish van deze 8-daagse expeditie was het startschot van 'World cleanup day' die georganiseerd werd door de Plastic Soup Foundation.

#### Invoering statiegeld op plastic flesjes en blikjes
In 2020 werd duidelijk dat het bedrijfsleven niet in staat was het plastic zwerfafval binnen een periode van drie jaar met 70% te verminderen. Dat was in 2020 voor Staatssecretaris Van Veldhoven reden om te besluiten per 1 juli 2021 statiegeld op plastic flesjes te verplichten. In februari 2021 besloot Van Veldhoven ook statiegeld op blikjes in te voeren, per 31 december 2022.

### Plastic vervuilende producten uit de winkels
Samenwerking Dirk Groot en Plastic Soup Surfer
Vanaf 2018 bewandelde Tinga als Plastic Soup Surfer ook een andere weg om plastic vervuiling door wegwerpproducten tegen te gaan: foto’s van zwerfafval verzamelen als bewijsmateriaal van de vervuiling en met de deurwaarder naar de producenten of verkopers om hen tot oplossingen te bewegen. Dit deed hij samen met Dirk Groot, die onder de naam ‘Zwerfinator’ strijdt tegen zwerfafval en in 2019 tot nummer 1 in de Trouw Duurzame Top 100 was gekozen.

#### Anta Flu, knalplastic, spatplastic en plastic confetti
In 2018 richtten Groot en Tinga zich op Pervasco, de producent van Anta Flu keelpastilles. Binnen een jaar verzamelde Groot 16.000 foto’s van wikkels van keelpastilles en ging samen met Tinga en zijn deurwaarder met een desbewustheidsexploot naar de CEO van Pervasco. De CEO zegde in het eerste gesprek toe de wikkels van biologisch afbreekbaar materiaal te gaan maken en in 2019 ging Pervasco daadwerkelijk over op papieren wikkels.
Eind 2019 richtten Tinga en Groot zich op Knetterballen, ‘categorie F1-vuurwerk’, licht vuurwerk dat het hele jaar verkocht mag worden. Na afsteken blijven de plastic scherven meestal op de grond achter. Tinga en Groot verzamelden duizenden foto’s en bereidden, in samenwerking met het Leiden Advocacy Project on Plastic (LAPP)  van de Universiteit Leiden, in november 2019 een rechtszaak voor tegen de verkopende winkelketens. Nog vóór de Kerst haalden de meesten daarvan de Knetterballen uit de verkoop. Toen daardoor de grond onder de rechtszaken verviel, stelden Tinga en Groot het ‘Knalplastic convenant’ op. Door dit te ondertekenen gaven bijna alle verkopende winkelketens aan de verkoop van knetterballen onmiddellijk te stoppen en vanaf 1 januari 2021 geen vuurwerk met plastic bestanddelen meer te verkopen.
In 2020 lukte het Tinga en Groot om met verzamelde foto’s winkels over te halen om te stoppen met de verkoop van plastic ballonnen gevuld met water (‘spatplastic’) en plastic confetti.

#### Mars-wikkels
In het voorjaar van 2021 richtten Groot en Tinga zich op snoepwikkels van Mars Incorporated (o.a. Mars, Bounty, Snickers, M&M's, Balisto, Twix en Milky Way), die veel als zwerfafval op straat en in de natuur gevonden worden. Binnen een paar maanden verzamelden ze meer dan 15.000 foto’s. In het BNNVARA-programma Kassa op 1 mei 2021 verklaarde Mars nog niet te willen overgaan op afbreekbare snoepwikkels maar zegde wel toe om vóór 2025 met een oplossing te komen.

### Plastic Avengers Manifest
In 2019 organiseerde Tinga een conferentie voor alle actoren uit het plasticveld. Zowel NGO’s die met plasticproblemen bezig zijn als individuele plasticactivisten, en opinie- en beleidsmakers waren vertegenwoordigd. Het doel van de conferentie is om de strijders tegen plastic te verenigen achter een gezamenlijke agenda voor de aanpak van problemen met plastic. Tijdens de conferentie stelden ruim 100 "Plastic Avengers" het Plastic Avengers Manifest op, een raamwerk voor een nieuwe omgang met plastic. Vicevoorzitter van de Europese Commissie Dhr. Frans Timmermans werd in 2019 officieel ambassadeur van dit Manifest.
Documentaire ‘Plastic Paradox’
Over de Rijn-expeditie en de Plastic Avengers Conferentie werd de documentaire Plastic Paradox (2019) gemaakt door Eelke Dekker. Deze is uitgezonden op National Geographic.

### Afval scheiden in de klas
In het coronajaar 2020 organiseerde Tinga de “Wakkere wegwerpers tour”. Hij supte als Plastic Soup Surfer door Nederland, van Maastricht tot Schiermonnikoog, een tocht van 550 km. Onderweg deed hij basisscholen aan. Schoolkinderen werden “Wakkere wegwerpers” en verzochten hun burgemeester om afval scheiden op scholen mogelijk te maken. Maar omdat dit afval onder bedrijfsafval valt, is scheiden voor scholen meestal te duur. Om deze barrière weg te nemen, voerde Tinga tijdens de suptocht overleg met alle stakeholders op het gebied van afval scheiden: de Staatssecretaris, VNG, afvalinzamelaars, Afvalfonds, Coca Cola, Albert Heijn en Raad voor Primair Onderwijs. Bijna alle stakeholders steunden zijn “Wakkere Wegwerpers Manifest” voor afval scheiden in de klas. Alleen het verpakkend bedrijfsleven weigerde mee te werken.
Vervolgens hebben Tweede Kamerleden Van Eijs (D66) en Von Martels (CDA) een motie ingediend die ervoor moet zorgen dat binnen vier jaar “het afval op alle scholen in het primair onderwijs gescheiden kan worden ingeleverd en verwerkt, met aparte stromen voor GFT-afval, PMD en oud papier/karton, zonder extra kosten.” Deze motie is op 25 februari 2021 door de Tweede Kamer aangenomen.